# Церква святого Івана Богослова (село Михнівка)

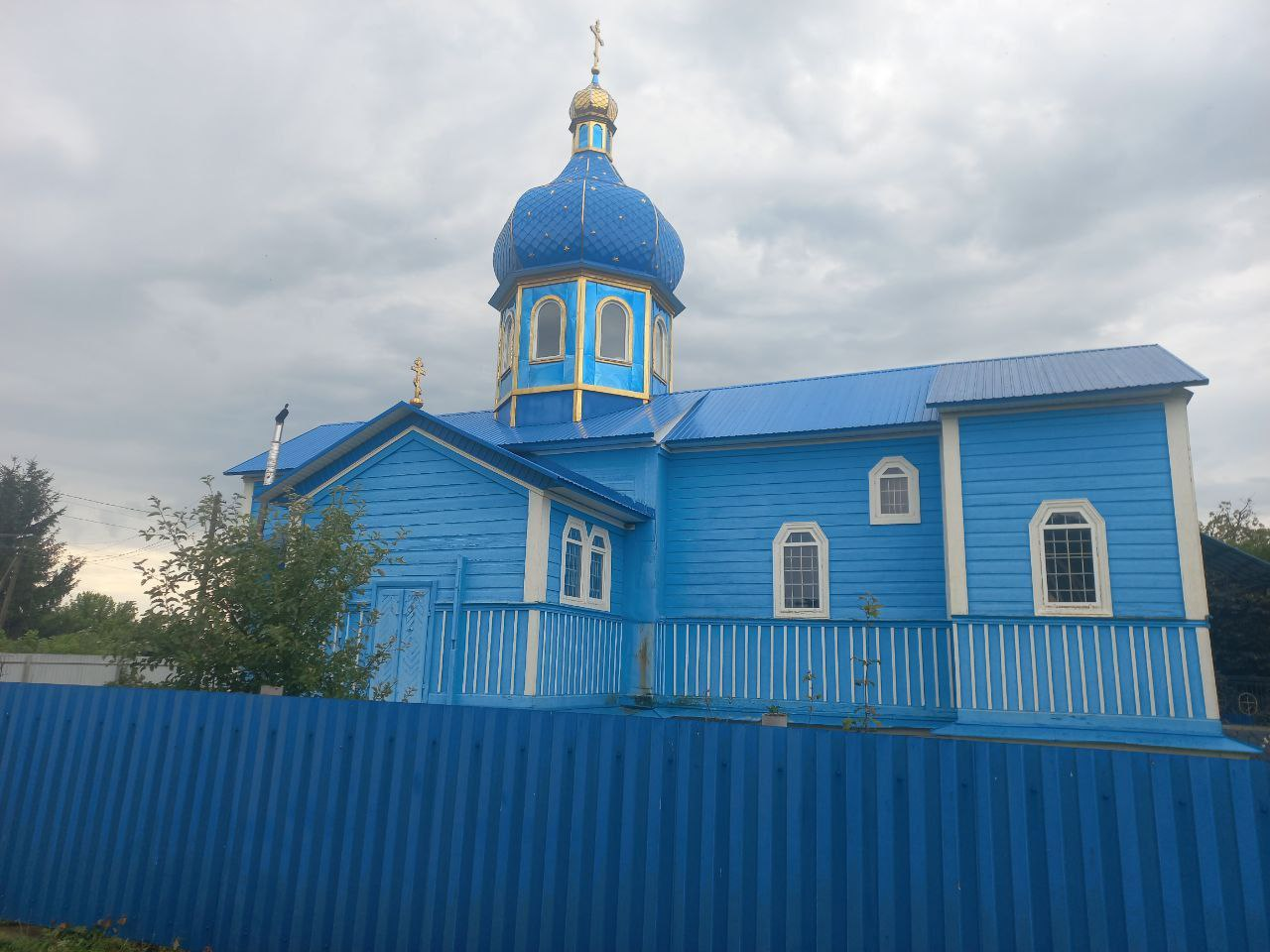

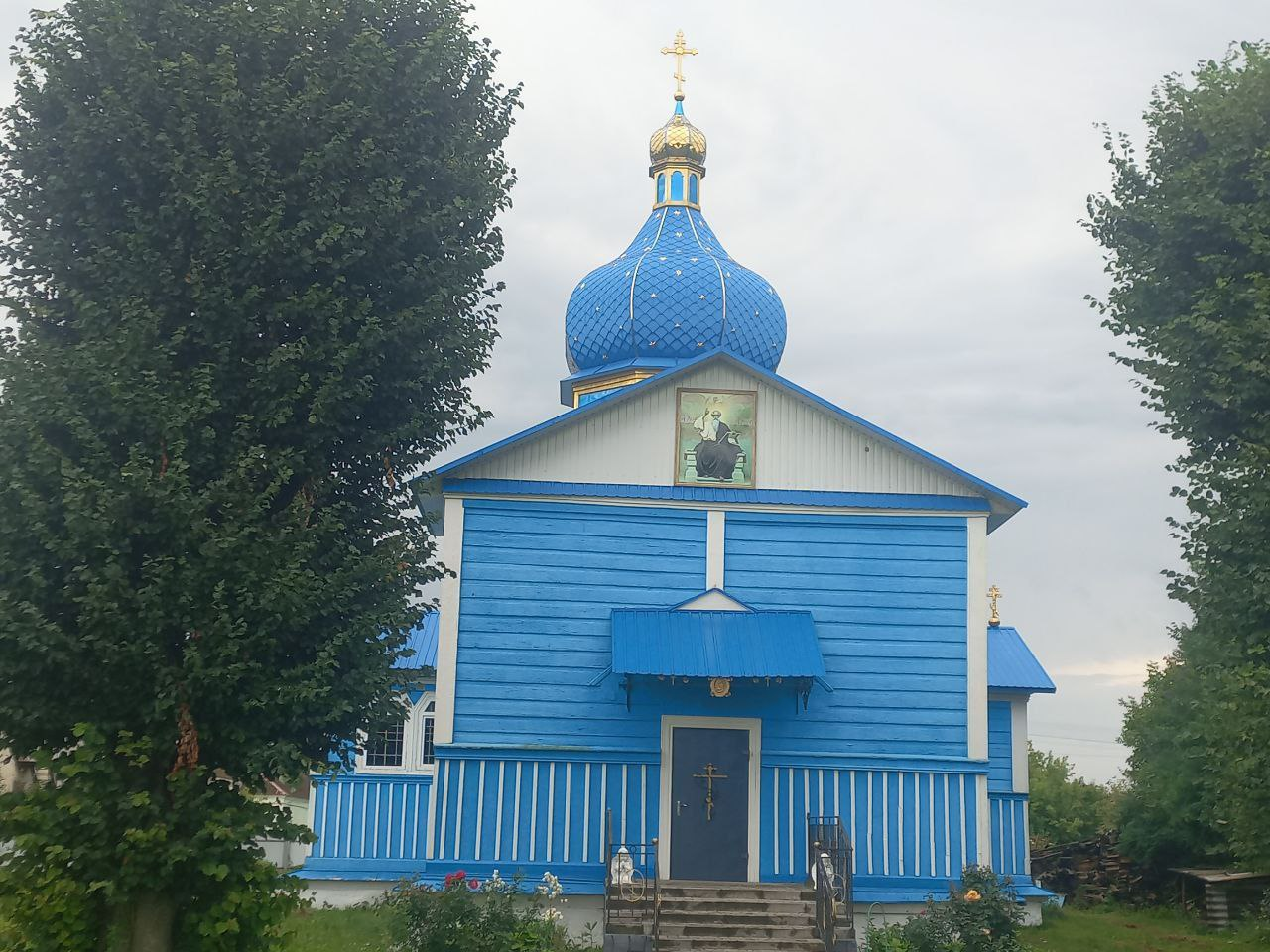

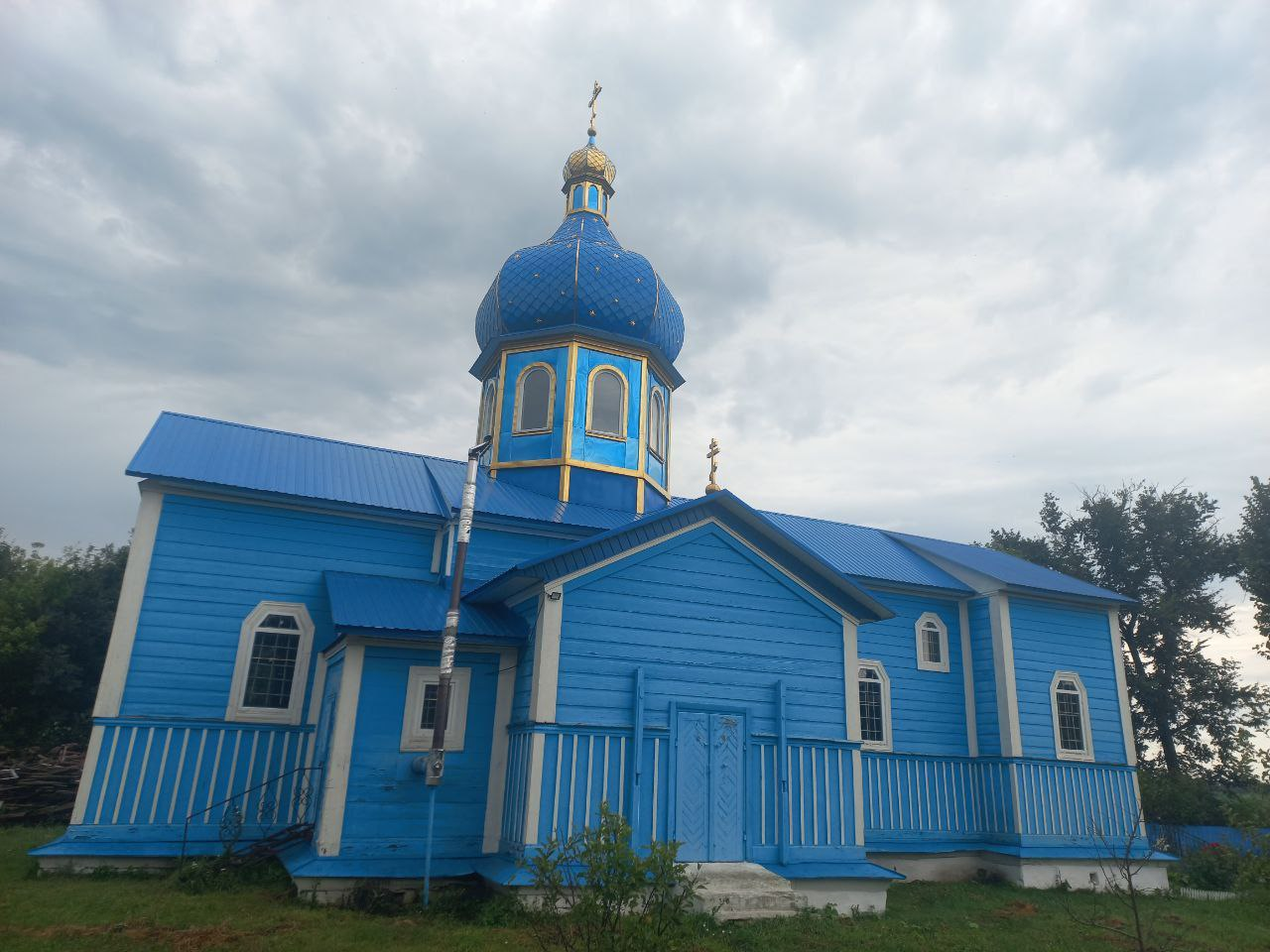

Церква святого Івана Богослова — Православна церква УПЦ МП у селі Михнівка, Теофіпольська селищна рада Теофіпольської громади Хмельницький район (1923—2020) Хмельницького району Хмельницької області

## Історія
Церкву у селі Михнівка було збудовано у 1899 році. У 30-х роках XX століття церква збереглась і продовжує діяти по сьогоднішній день. За незалежності України дахи церкви наново перекрили і над навою влаштували восьмерик, вкритий банею. У 1991 році було зареєстровано релігійну громаду УПЦ Йоанно — Богословської парафії. Настоятелем цієї громади є Кулініч Микола Васильович.

## Архітектура
Церква дерев'яна у формі продовгуватого хреста, одноглава, купол має грушоподібну форму. Покрівля двоскатна, покрита синьою бляхою. Стіни обшиті дошками та пофарбовані блакитною фарбою. Інтер'єр церкви: вівтар, центральні та бічні нави, бабинець та тамбур. Вівтар відділений від центральної нави іконостасом.